# Kallomeer
Het Kallomeer, Zweeds: Kallojärvi, is een meer in Zweedse. Het ligt in de gemeente Kiruna op ongeveer 320 meter hoogte. Het meer kan als het begin van de Torne worden gezien. Het water in het meer komt uit het noorden uit het Nuorameer en het Zuidelijke Vuolusmeer. De rivier na het meer is al de Torne en die stroomt daar naar het zuiden. Op de westoever van het meer ligt het eerste dorp Kurravaara langs de rivier.
Afwatering: Kallomeer → Torne → Botnische Golf